# Partit Nacionalista de Catalunya
|  | No s'ha de confondre amb el Partit Nacionalista Català (1932-1936). |

El Partit Nacionalista de Catalunya (PNC) és un partit polític català d'ideologia catalanista i de centre liberal. Va ser presentat el 27 de juny de 2020. Actualment, la seva secretària general és Marta Pascal i el seu portaveu és l'advocat Oriol Puig Bordas.

## Història

### 2019
El PNC va néixer de la mà del laboratori d'idees "El País de Demà", que va presentar-se el 21 de setembre de 2019 durant la coneguda com "Reunió de Poblet". En aquest acte es van citar uns 200 convocats, amb Antoni Garrell com a principal impulsor. També hi van assistir polítics provinents de l'òrbita convergent com Marta Pascal, Carles Campuzano, Jordi Xuclà, Mercè Pigem, o Lluís Recoder. A més, hi ha hagut contactes amb els exconsellers Jordi Baiget, Santi Vila i Jordi Jané. Altres noms vinculats al projecte inclouen Josep Soler, l'exregidor del PSC Ramon García Bragado, la professora de la UAB Carme Casablanca, el sociòleg Oriol Homs, el filòsof José Maria Lozano i el jurista Antoni Bayona. El seu nom i sigles van ser registrats per les Joventuts de Convergència el 4 d'abril de 1978.

### 2020
El 21 de juny La Vanguardia va entrevistar Albert Batlle, regidor de l'Ajuntament de Barcelona amb Units per Avançar (en coalició amb el PSC), que s'oferia a liderar una eventual candidatura unitària dels partits catalanistes al Parlament. A finals de setembre, el mateix diari publicava una entrevista amb Marta Pascal on afirmava la seva intenció d'encapçalar la llista del PNC a les properes eleccions catalanes, i de fer-ho en solitari, sense cap coalició amb partits post-convergents.
Fruit d'un acord a finals de setembre, el PNC va rebre l'adhesió de Compromís per Torroella-L'Estartit, un partit municipal encapçalat Jordi Cordón (exalcalde de Torroella de Montgrí), qui es negà a formar part de Junts per Catalunya, inicialment decantant-se per Convergents.
Les discrepàncies ideològiques amb Junts per Catalunya també van portar a tres regidors de Junts per Figueres a militar al PNC: Carles Arbolí (PDECAT, periodista i excap de gabinet de Santi Vila), Miquel Fernandez (independent), i Alba Albert (independent). A mitjans de novembre Alba Albert va participar a Tevecat com a membre dels "Joves del PNC", com ja ho havia fet amb anterioritat Adrià Aldomà, i a finals de desembre se la nomenava secretària general de les joventuts del partit.
Segons algunes fonts, l'expresident Jordi Pujol s'hauria mostrat favorable a la formació.

### 2021 i primeres eleccions
La notable fragmentació de l'espai polític post-convergent (Units per Avançar, Lliures, Lliga Democràtica, Barcelona pel Canvi, Convergents, etc.) no ha permès a aquests partits posar-se d'acord en una candidatura unitària, buscant en el Partit Socialista de Catalunya un paraigua electoral, opció que el PNC va descartar.
Les discrepàncies amb Junts per Catalunya van allunyar al PDECAT de la via de la confrontació amb l'Estat, buscant retornar a les polítiques de centre inicialment desdibuixades per la seva col·laboració amb partits d'esquerres com ERC i CUP (escola concertada, col·laboració publicoprivada, fiscalitat, etc.). Àngels Chacón va descartar coalicions amb JxCat i PNC.

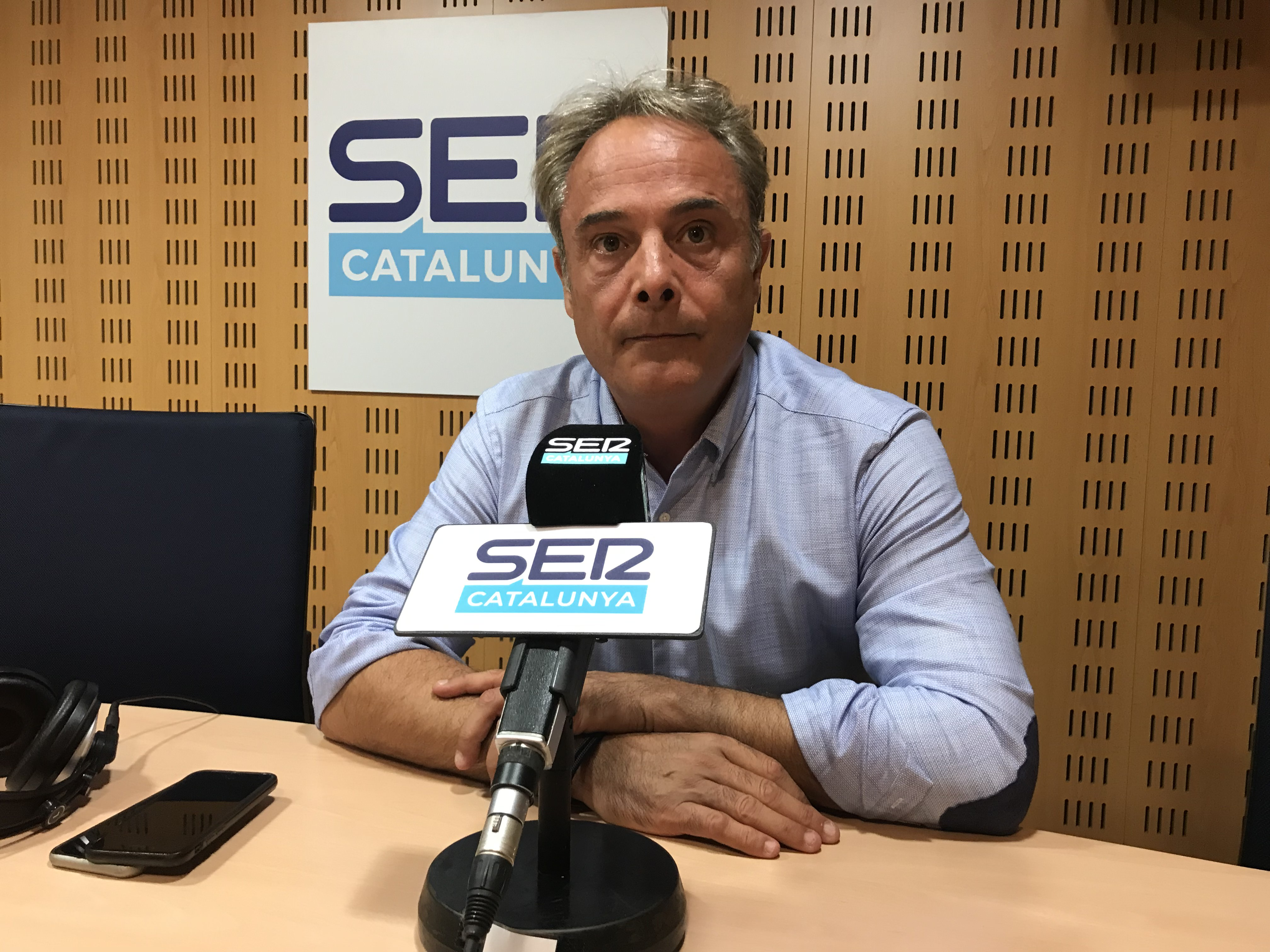
Carles Ribas Gironès, cap de llista del PNC per Girona, en una entrevista.

A principis de gener el partit va obtenir els avals necessaris per presentar-se al Parlament de Catalunya, uns 8.000, i es van donar a conèixer alguns dels integrants de les llistes per Barcelona: la bioquímica Rosa Orriols, l'economista Albert Pèlach Pàniker, i el periodista Lluís Tusell.
El 10 d'octubre de 2020 es proclamava a Marta Pascal cap de llista per Barcelona, en un procés de primàries que començà el 5 d'octubre. Entre novembre i desembre s'escollien els lideratges per Tarragona i Girona, i a principis de gener de 2021 es desvelava el cap de llista per Lleida:
1. Barcelona: Marta Pascal i Capdevila (Vic, 1983), historiadora i professora de la UPF.
2. Tarragona: Àurea Rodríguez i López (Torredembarra, 1977), directora d'innovació a ACCIO.[20]
3. Girona: Carles Ribas i Gironès (Girona) advocat i exregidor a l'Ajuntament de Girona.[21]
4. Lleida: Enric Gràcia i Camats (Mollerussa, 1990), assessor financer i exmembre de la JNC.[22]

#### Eleccions al Parlament 14-F
Unes 4.600 persones van votar al PNC (un 0,16% del total), sense arribar a obtenir cap escó. Amb un PDECAT que tampoc obté representació, l'espai de centredreta catalanista queda, per primer cop en la història del país, totalment fora del Parlament de Catalunya. Ambdós partits han fet referència a presentar-se a les eleccions municipals de 2023.
Durant la nit electoral i els dies posteriors a la desfeta, nombrosos votants de l'espai post-convergent tornaven a reclamar una coalició de partits de centre-dreta catalanista per les xarxes socials, evidenciant novament el problema de la seva fragmentació.

#### Fusió amb Lliures i La Lliga
A l'agost, el PNC, Lliures i La Lliga van informar a la seva militància d'una possible fusió al desembre, amb la intenció de bastir una única formació política de centre liberal catalanista. El projecte, que també buscava obtenir el suport del PDECAT i Convergents, no hauria prosperat amb Units per Avançar, que mantenien la seva coalició amb el PSC. No es va convidar a Junts a participar-hi.

#### Eleccions el 2023
El PNC no va presentar candidatures pròpies en les eleccions municipals de 28 de maig de 2023 ni en les eleccions generals espanyoles del 23 de juliol de 2023, 

## Ideologia
El partit vol ocupar l'espai de centre liberal abandonat per CiU, treballant amb persones provinents de tots els àmbits polítics i socials per formar un projecte catalanista nacionalista, liberal, europeista, moderat i pactista, amb el PNB basc com a model polític. Oposats a la unilateralitat, no descarten l'independentisme, tot apostant per recuperar l'Estatut retallat i arribar als màxims nivells d'autogovern possibles. S'han mostrat contraris a l'empresonament dels polítics independentistes. L'ideòleg de la plataforma ha subratllat que són un moviment "transversal, plural ideològicament" que vol "treballar per fer propostes de cara al país".
El partit basa una gran part del seu programa electoral en els documents fundacionals del seu laboratori d'idees El País de Demà.

## Organització

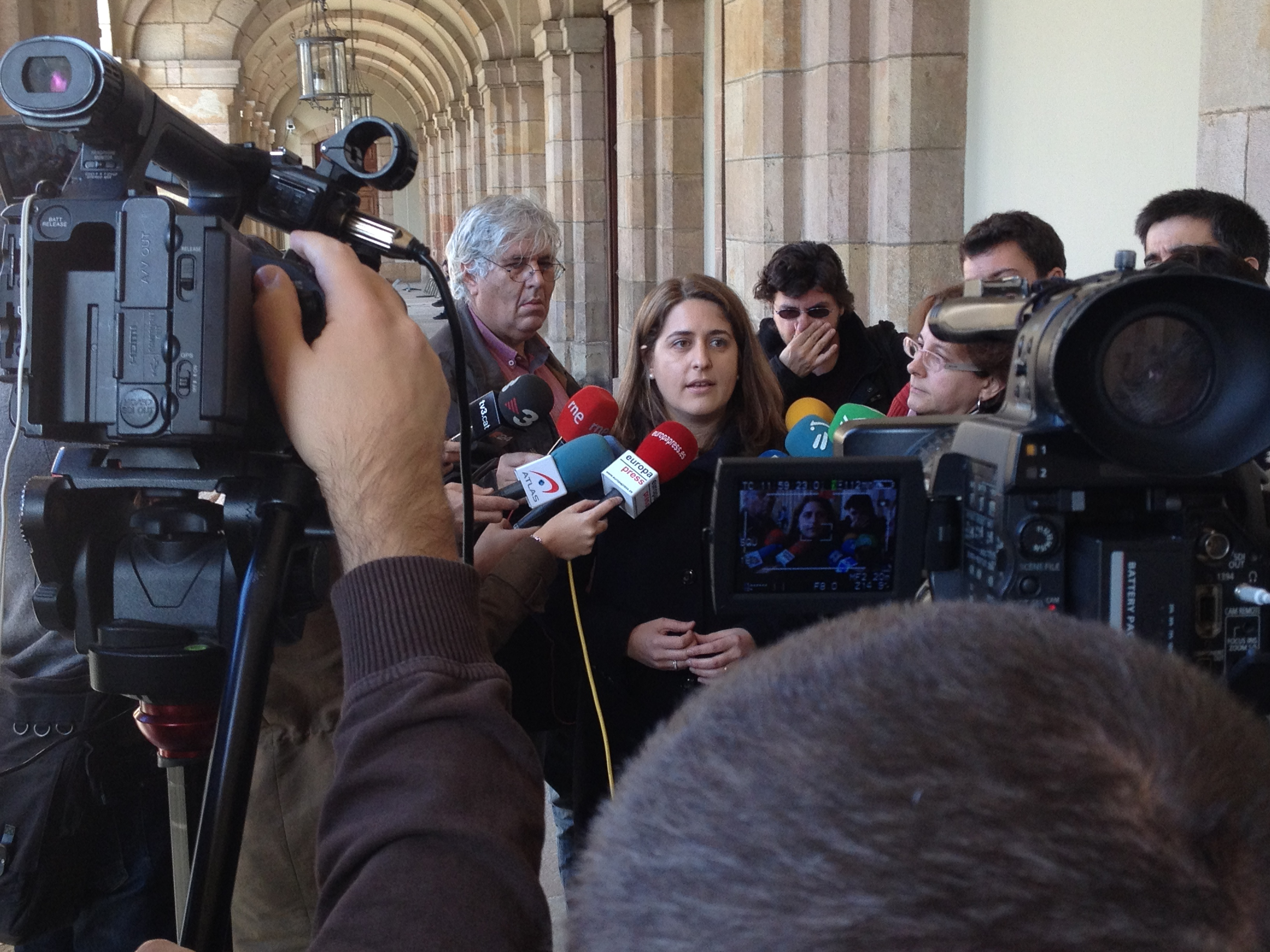
Marta Pascal el 2015, atenent als mitjans de comunicació al Parlament de Catalunya.

El Partit Nacionalista de Catalunya va escollir la seva primera executiva a finals de juny:
- Presidència: Olga Tortosa i Marín.
- Secretaria General: Marta Pascal i Capdevila (Vic, 1983), historiadora i excoordinadora general del PDECAT.
- Secretaria d'Organització: Àlex Moga i Vidal (Vielha, 1977), exalcalde de Viella.
- Portaveu: Oriol Puig i Bordas (Figueres, 1982), advocat mercantil.
- Tresoreria: Pep Garcia, economista i empresari.
- Àrea Territorial: Mercè Dalmau Mallafrè (Cambrils, 1969), pedagoga i exalcaldessa de Cambrils.
- Joves del PNC: Alba Albert i Vinagre (Figueres, 1996), mestra de música i regidora a l'Ajuntament de Figueres.

Altres membres de la executiva sense funcions definides són: Bernat Orellana, Marc Tolrà, Manel Romans, i Jordi Gregori.
També estan vinculats al projecte polític del PNC Marc Perelló, Eva Garrell, Albert Farré, Adrià Aldomà, Rosa Orriols, i Pere Martínez.